# ウラジーミル・クラコフ
ウラジーミル・グリゴリエヴィチ・クラコフ（ロシア語: Влади́мир Григо́рьевич Кулако́в、ラテン文字転写の例：Vladimir Grigoryevich Kulakov、1944年4月23日 - ）は、ロシアの政治家。コムソモリスク・ナ・アムーレ出身。ロシア連邦保安庁（FSB）ヴォロネジ州部長を経て、2000年12月から2009年3月までヴォロネジ州知事を務めた。少将。
1966年ヴォロネジ高等技術専門大学を卒業する。経済学博士候補の学位を取得する。1969年ソ連国家保安委員会（KGB）高級学校を経て、ミンスクで勤務。1983年から1987年までKGBヴォロネジ地区管理本部責任者、KGB本局勤務、対外諜報活動を歴任した。1991年KGBヴォロネジ州本部長。ソビエト連邦の崩壊後はロシア連邦保安庁（FSB）に移る。2000年12月24日、ヴォロネジ州知事に選出され、2004年再選された。2009年3月12日、州知事を退任。同年、連邦院（連邦上院）議員に選出され、2011年まで在任した。
私生活では、夫人との間に二男がいる。